# Округа департамента Мозель
Во французский департамент Мозель входят 9 округов:
- Буле-Мозель
- Шато-Сален
- Форбаш
- Мец-пригород
- Мец-город
- Сарбур
- Саргемин
- Тьонвиль-Восток
- Тьонвиль-Запад

## История
- 1790 — создание департамента Мозель, который состоял из 9  районов: Мец, Бич, Буле-Мозель, Брие, Лонгви, Моранж, Сарргемин, Саррлуи и Тионвиль.
- 1800 — создание округов Мец, Брие, Сарргемин и Тионвиль.
- 1871 — упразднение департамента Мозель, т.к. в соответствии с Франкфуртским договором часть его отошла к Германии, а оставшайся часть вошла во вновь образованный департамент Мёрт и Мозель.
- 1919 — возвращение Эльзаса и Лотарингии Франции, воссоздание департамента Мозель в современных границах.

- Бывшие округа Лонгви и Брие в настоящее время относятся к департаменту Мёрт и Мозель. Бывший округ Сарлуи (Зарлуи) в настоящее время принадлежит Германии и расположен в немецкой земле Саар.